# Recinto Ferial de Albacete

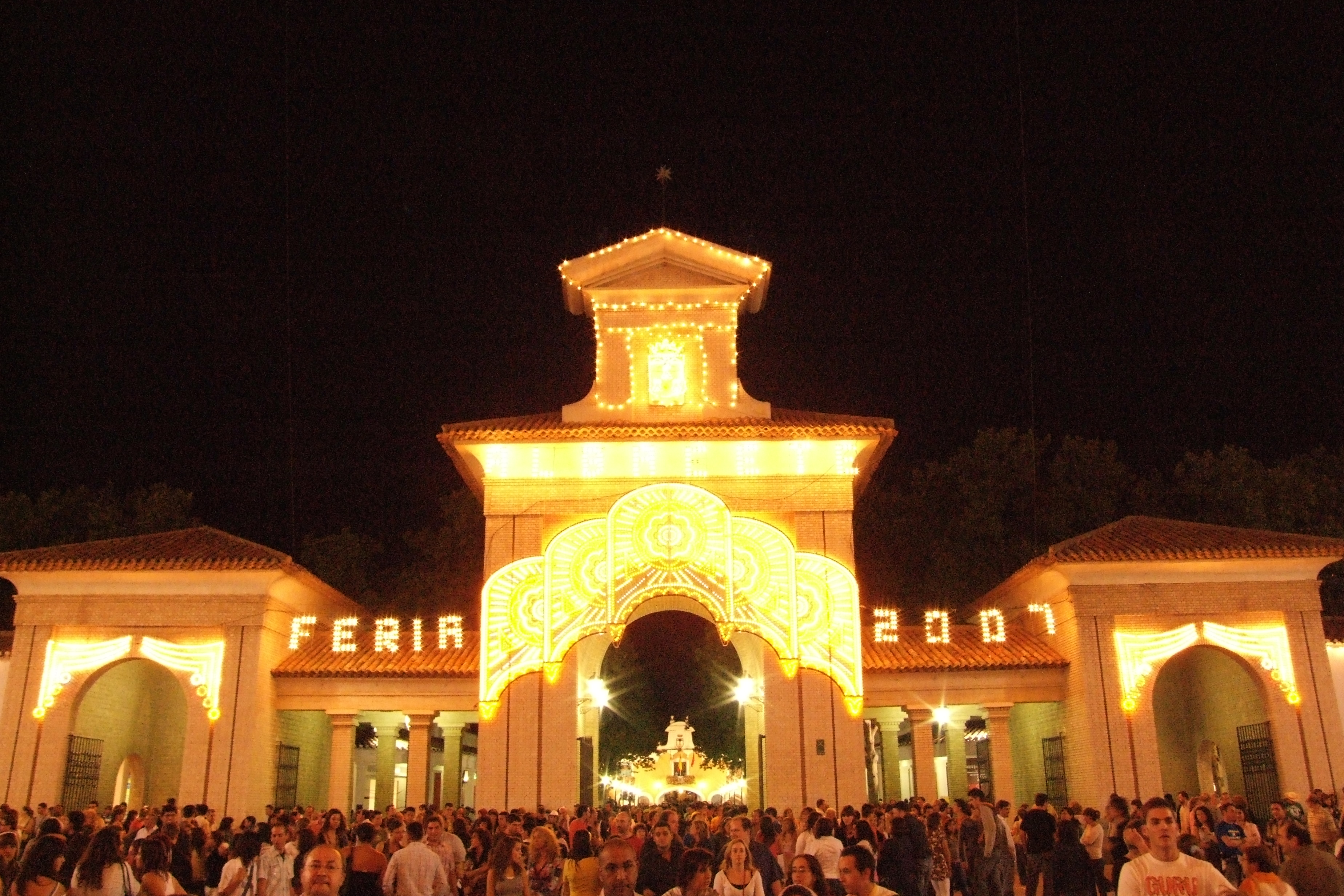
Puerta de Hierros de Albacete, la grandiosa y monumental puerta de entrada principal del Recinto Ferial de Albacete

El Recinto Ferial de Albacete, también conocido como La Sartén o Los Redondeles, es una monumental macroedificación ferial permanente construida en 1783, única en el mundo, declarada Bien de Interés Cultural con la categoría de monumento, situada en la ciudad española de Albacete. 
Junto a los Ejidos de la Feria, el paseo de la Feria o la plaza de toros, alberga, del 7 al 17 de septiembre, la famosa Feria de Albacete, declarada de Interés Turístico Internacional. Desde su inauguración ha sido objeto de numerosas ampliaciones y reformas.
El Recinto Ferial de Albacete es el máximo exponente de la arquitectura popular manchega y el símbolo más visible de la urbe manchega.

## Historia

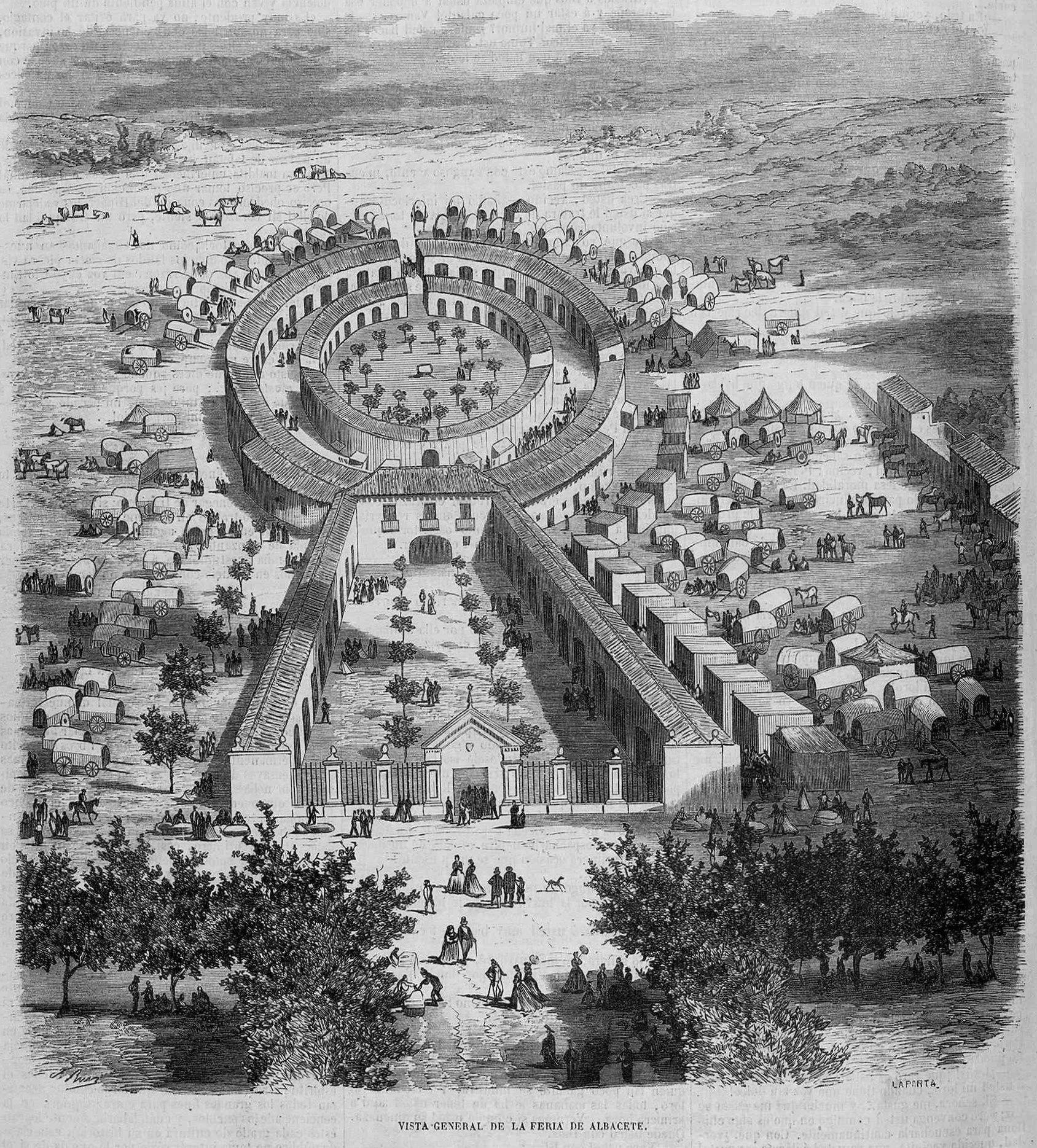
Vista general de la Feria de Albacete, grabado publicado en El Museo Universal el 25 de noviembre de 1866

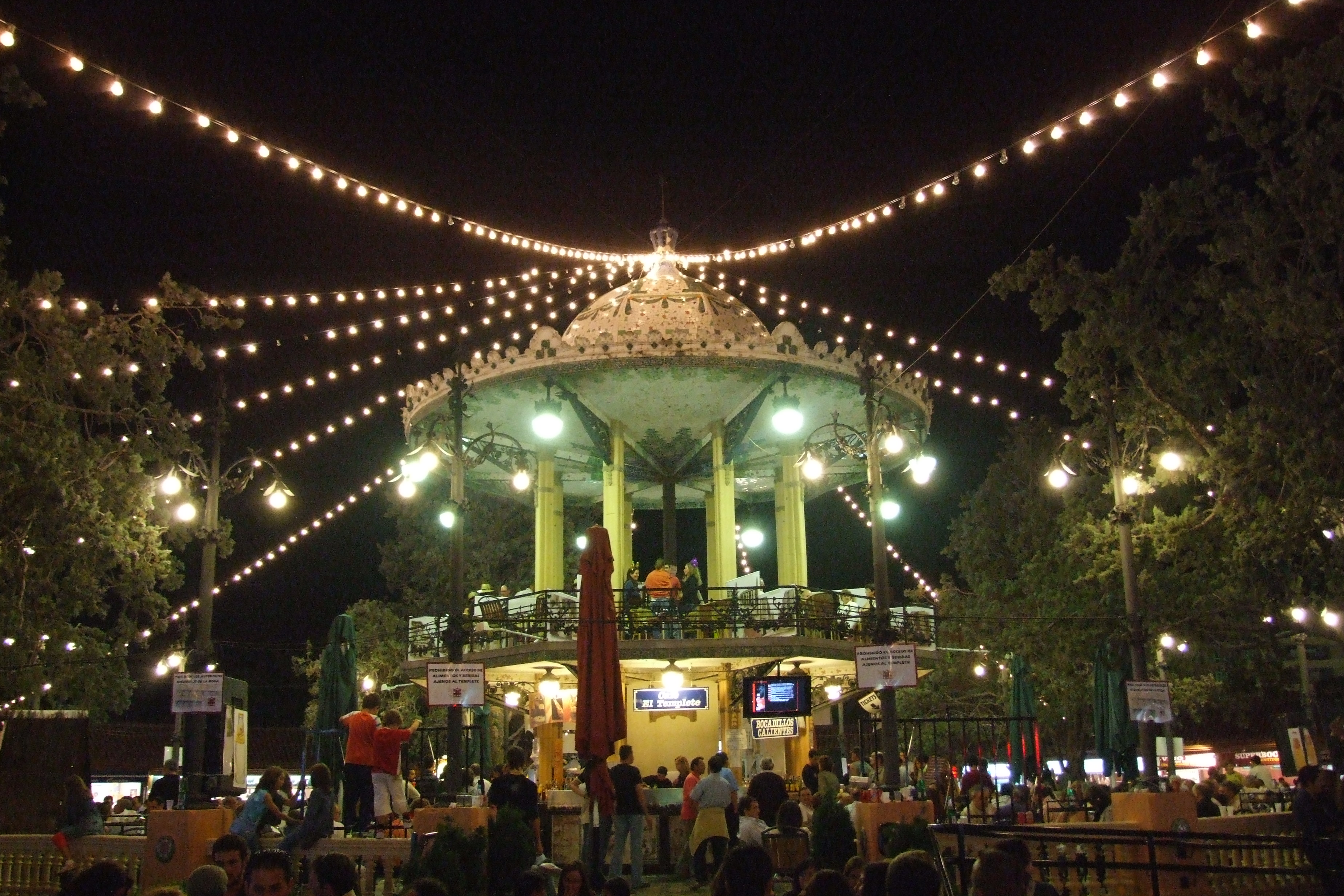
Templete de la Feria (Daniel Rubio, 1912), de estilo modernista, situado en el interior del círculo central

En 1783 se acordó realizar un edificio en las eras de Santa Catalina. Este fue inaugurado el 7 de septiembre de 1783 y terminado totalmente al año siguiente. A partir de esa fecha, la feria se celebró en el casco urbano de Albacete.
En el momento de la inauguración, en 1783, el edificio, realizado en el plazo de 33 días siguiendo los planos del arquitecto albacetense Josef López Ximénez, sólo constaba de los muros exteriores y del círculo interior. Fue totalmente terminado al año siguiente, en 1784, por el maestro Antonio Cuesta, que mejoró el proyecto de Ximénez añadiendo un segundo anillo y alargando la calle de entrada (el llamado rabo de la sartén). 

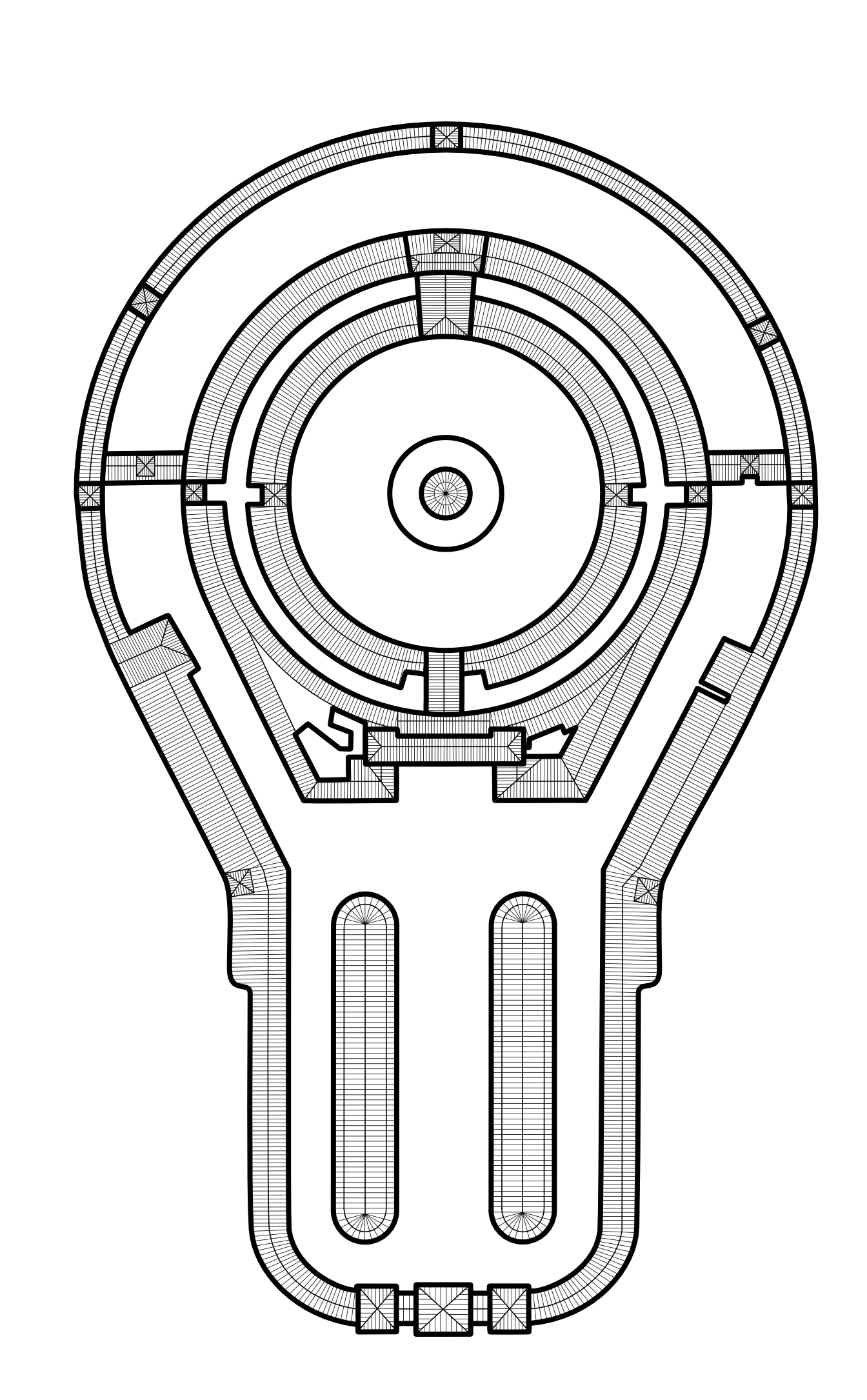
Plano actual del Recinto Ferial de Albacete

Aunque sus dimensiones eran quizás excesivas para el momento (en 1778 la ciudad solo tenía 7200 habitantes y unas 60 calles), desde su creación fue sometido a diversas reformas y ampliaciones, entre las que destacan las siguientes:
- En 1876 se cambiaron las columnas de los círculos centrales por las actuales de hierro.

- Hasta 1877, en el centro del recinto ferial había una balsa que tenía gran importancia para abastecer al ganado que se congregaba en la feria. Ese año se eliminó la balsa y se sustituyó por un quiosco.

- En 1888 se abrieron dos puertas laterales junto a la portada principal para facilitar los accesos masivos al recinto.

- En 1912 se construyó el quiosco modernista del círculo central, diseño de Daniel Rubio. El mismo que, restaurado, se conserva en la actualidad.

- En 1944 se realizaron obras de ampliación añadiendo el tercer círculo de la sartén, el salón de exposiciones y los dos pabellones del paseo de entrada. Todo ello siguiendo los planos de Miguel Ortiz y Julio Carrilero.

- En 1974 la portada neoclásica se cambió por la actual de ladrillo blanco, siguiendo el diseño del arquitecto Manuel Carrilero.

- Entre 2008 y 2010 con motivo del tercer centenario de la confirmación de la Feria de Albacete se realizaron mejoras tanto en el recinto como en su entorno. Estas incluyeron un aparcamiento subterráneo público bajo el paseo de la Feria.[7] Una de las más visibles fue la réplica de la antigua Puerta de Hierros que se colocó en el acceso al parque de los Jardinillos situado frente a la plaza de toros.

## Arquitectura

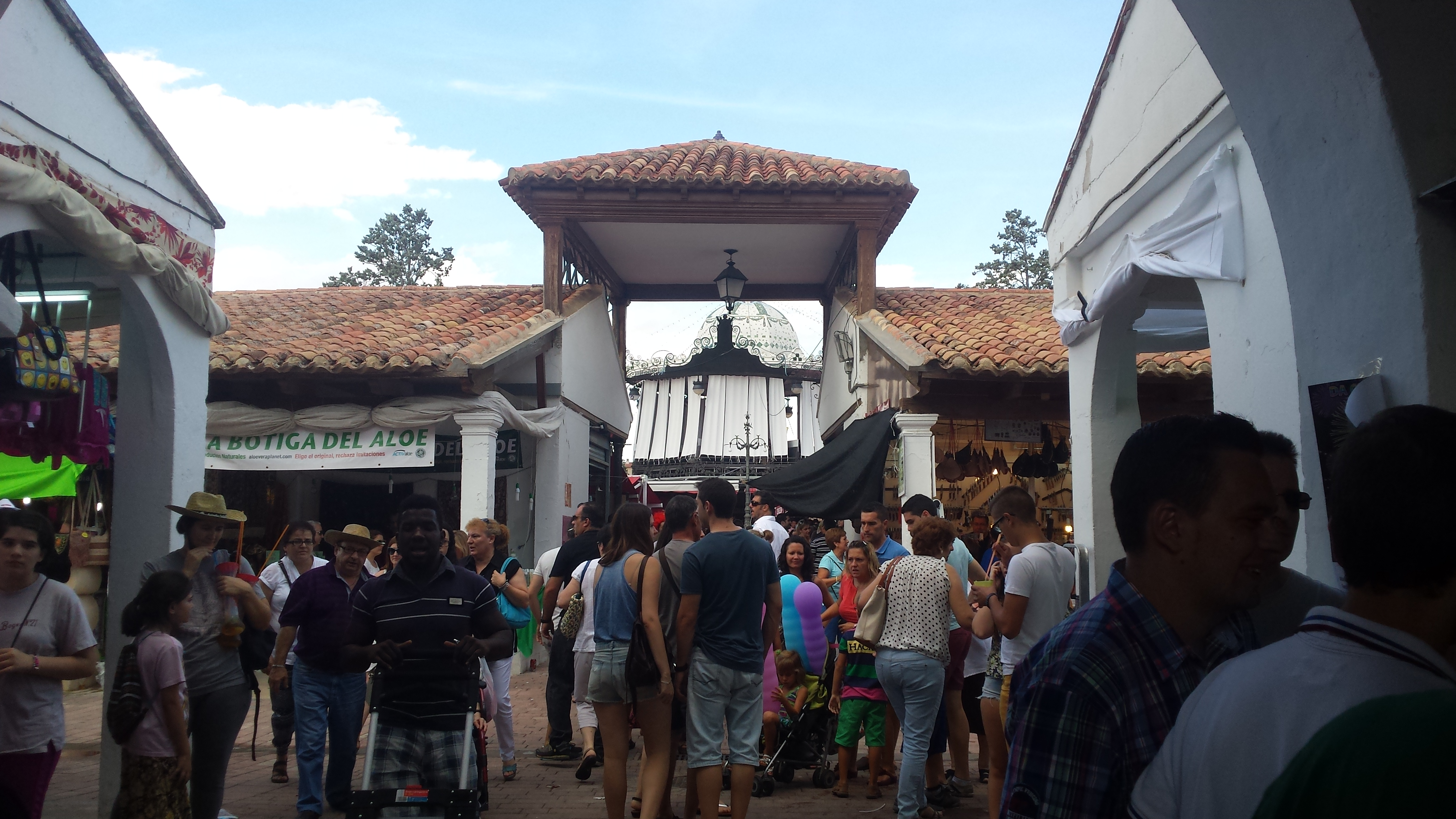
Vista de un rincón del Recinto Ferial de Albacete

El Recinto Ferial de Albacete es una obra arquitectónica singular y única en España. Situado en un vasto espacio triangular en la zona centro de la urbe manchega, tiene forma de sartén, con el cuerpo, circular y de gran radio, al oeste, y el rabo, alargado y de gran anchura, al este. Su fábrica es de muros de tapial caleados. La monumental puerta principal –la Puerta de Hierros– tiene unas dimensiones de 36 metros de largo por 25 metros de altura, es de ladrillo y sirve de entrada en el rabo de la sartén. El edificio, unitario, posee cubiertas de teja y poca altura a excepción de su puerta principal y algunos de sus elementos interiores.

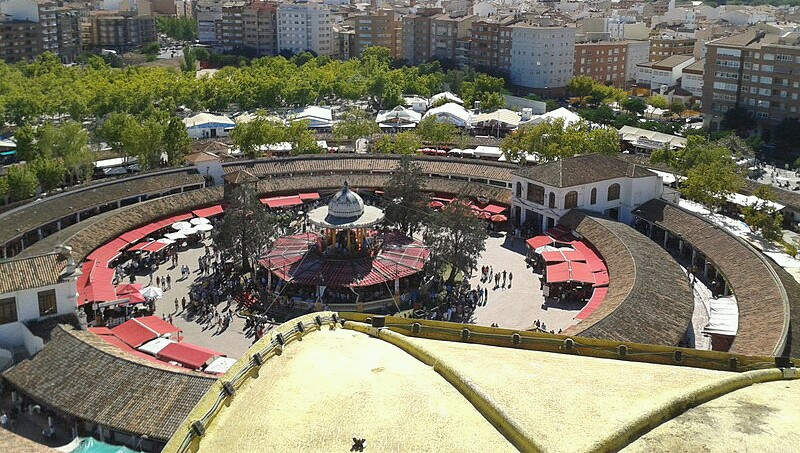
Vista oeste del Recinto Ferial de Albacete

El Recinto Ferial de Albacete es el arquetipo de la arquitectura popular manchega elevada a la máxima categoría monumental y el símbolo más visible de la urbe manchega. Su sobria fábrica conjuga la arquitectura tradicional con la innovación de la arquitectura de la Ilustración. La construcción es utilitaria y perfecta para su fin.

## Lugares
El Recinto Ferial de Albacete, único en el mundo, y todo su entorno, debido a su gran tamaño, simulan una pequeña ciudad dentro de la capital albaceteña. 

### Puerta de Hierros

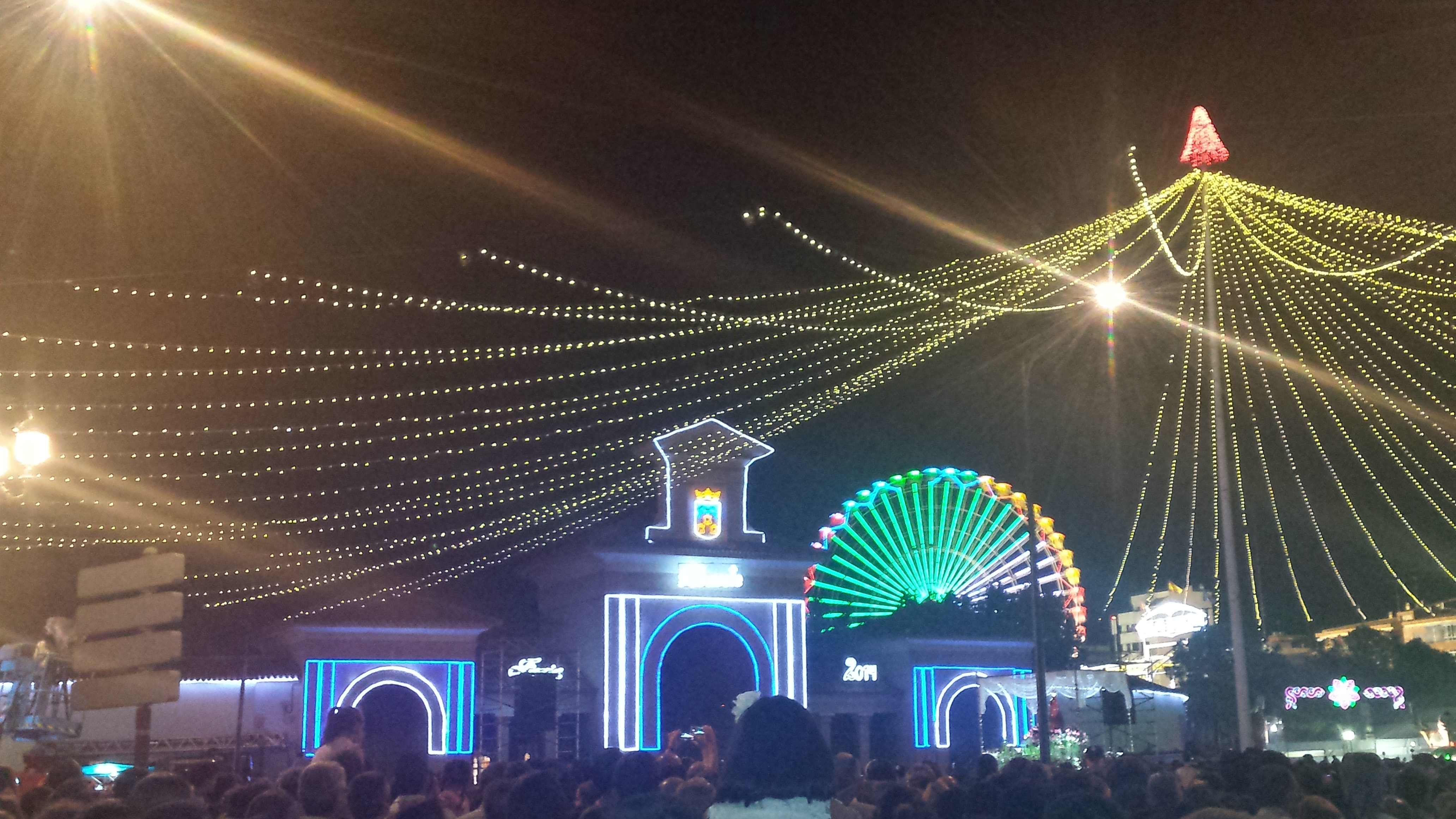
Puerta de Hierros de Albacete

La Puerta de Hierros de Albacete es uno de los símbolos del Recinto Ferial. De estilo mudéjar, tiene unas dimensiones de 36 metros de largo por 25 metros de altura y en realidad se trata de nueve grandes puertas y cinco portadas principales ya que dos portadas incluyen tres puertas: la portada principal o puerta central, las portadas derecha e izquierda y las portadas situadas entre la puerta central y las puertas derecha e izquierda. Sobre la gran puerta central se sitúa el Pincho de la Feria y debajo el escudo de Albacete. La actual Puerta de Hierros fue construida durante la alcaldía de Ramón Bello Bañón. Antes existió otra puerta de hierros cuya réplica ahora sirve de acceso al parque de los Jardinillos.
Su fachada es iluminada cada año con un colorido diferente y en ella se puede ver iluminado «Feria» entre la puerta grande y la puerta de la izquierda, «Albacete» en la puerta grande así como el escudo de la ciudad y el año de la Feria de Albacete de cada edición entre la puerta grande y la de la derecha. 
Cada 7 de septiembre, a las 10 de la noche, el alcalde de Albacete inserta la llave de la feria en la cerradura principal y abre la Puerta de Hierros, quedando inaugurada oficialmente la famosa Feria de Albacete, que se prologa hasta el 17 de septiembre.

### Capilla de la Virgen de Los Llanos

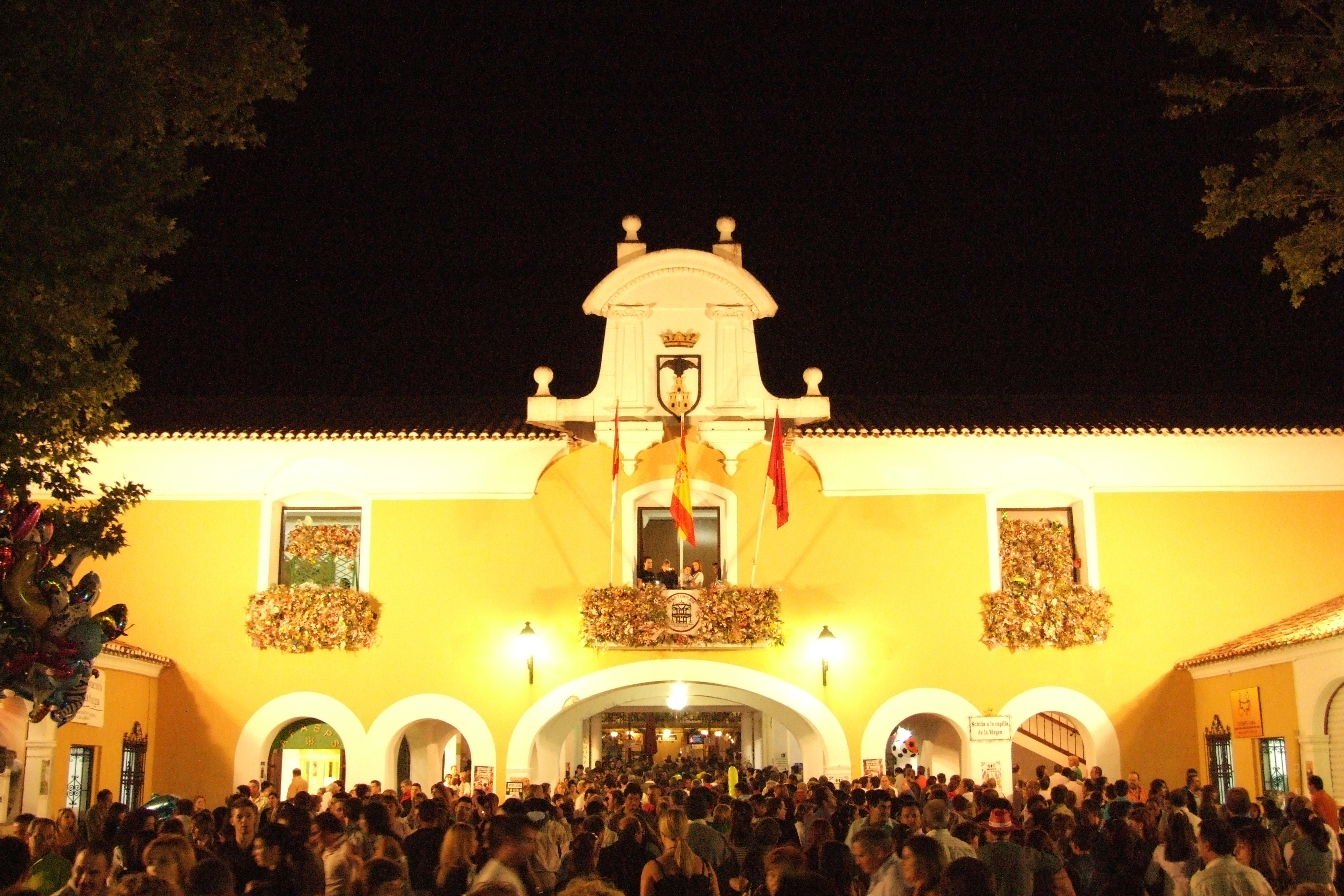
Capilla de la Virgen de Los Llanos del Recinto Ferial de Albacete

La Virgen de Los Llanos preside desde su capilla de la Feria la feria que se celebra en su honor y es un punto de visita imprescindible para todos los Albaceteños que le ofrecen su cariño, especialmente, durante estos 10 días. Situada en el Recinto Ferial, fue habilitada como tal en 1952 y es uno de los símbolos de la Feria de Albacete, además de ser el escenario de la multitudinaria ofrenda de flores a la Virgen de Los Llanos, que tiene lugar el segundo domingo de feria.

### Templete de la Feria

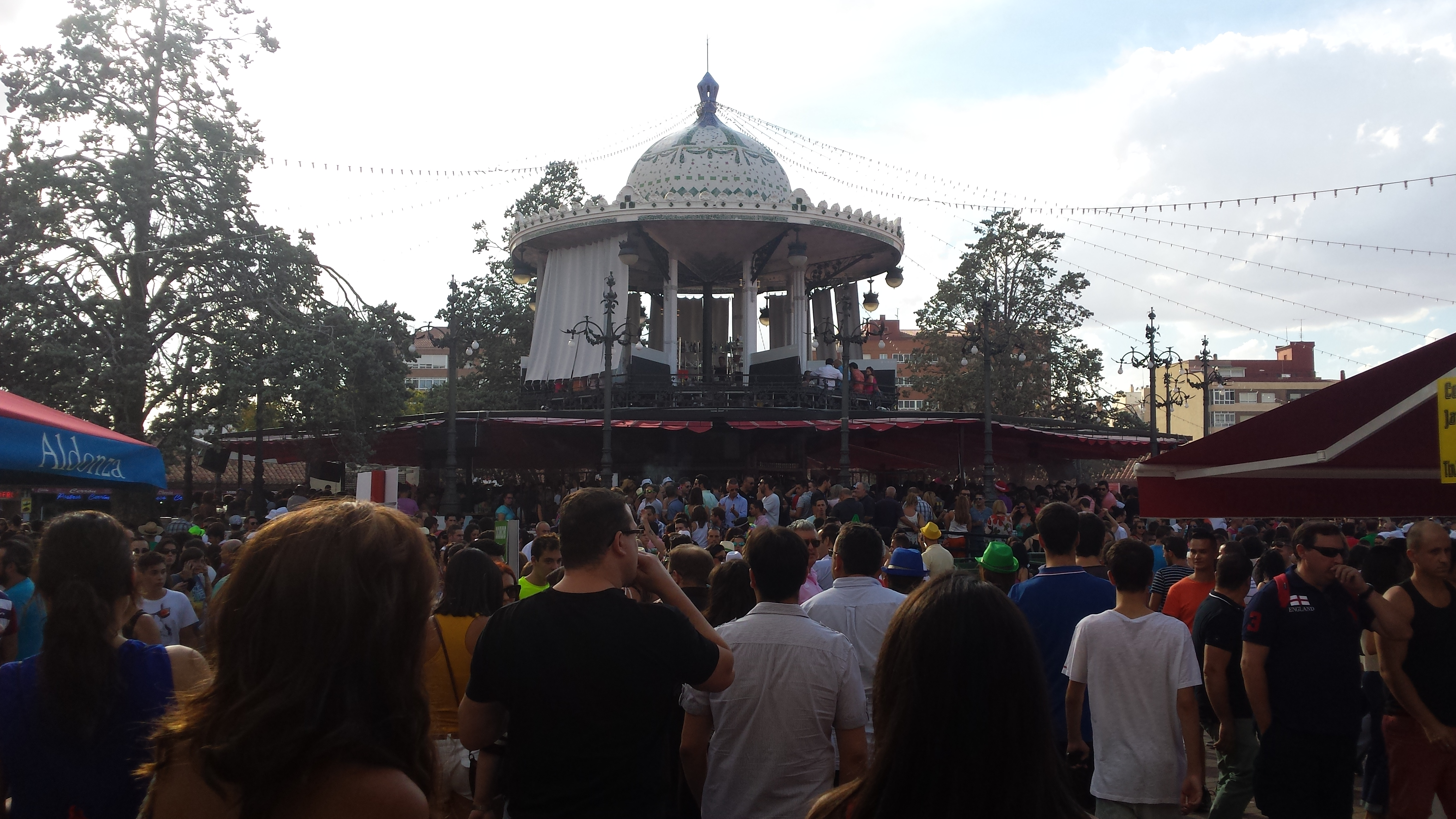
Vista del templete de la Feria en el círculo central o primer anillo del Recinto Ferial de Albacete

El templete de la Feria, situado en el centro del cuerpo de La Sartén, nombre con el que también se conoce al Recinto Ferial, es uno de los símbolos de la Feria de Albacete. De estilo modernista, fue obra del arquitecto Daniel Rubio, construido entre 1911 y 1913, aunque fue inaugurado en 1912 antes de completar sus últimos retoques.
Durante la feria se convierte en un emblemático lugar de masas, donde la fiesta y la diversión son las protagonistas durante todo el día, al ritmo de la música, gogos, sombreros de paja, mojitos o cubatas...

### Paseo central

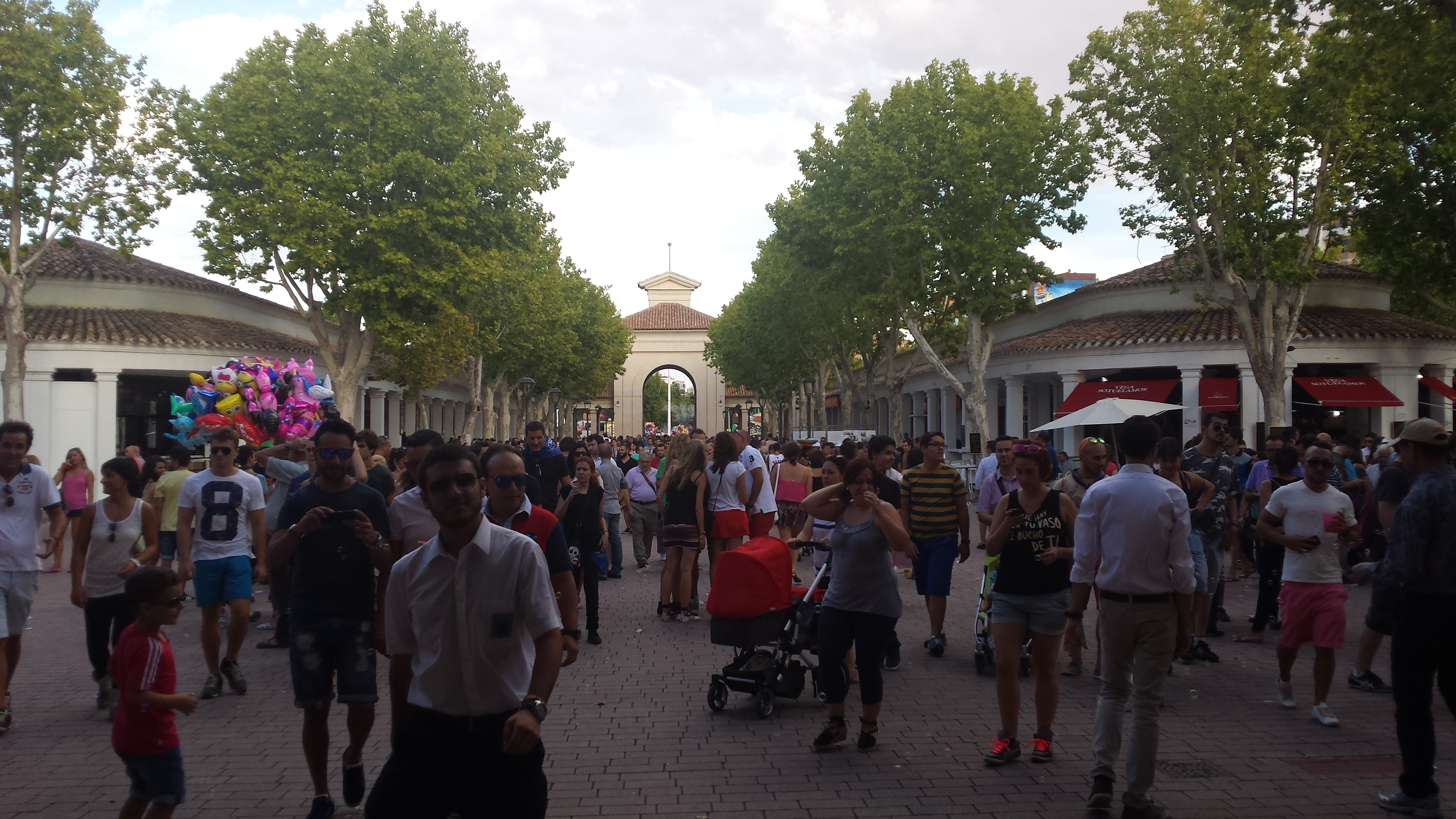
Vista del paseo central del Recinto Ferial con la Puerta de Hierros de fondo

El paseo central está situado en el rabo de la sartén del Recinto Ferial de Albacete, entre la Puerta de Hierros, al este, y la capilla de la Virgen de Los Llanos, al oeste. Está flanqueado a ambos lados por los stands feriales.

### Paseos laterales
Los dos paseos laterales del Recinto Ferial están situados en el denominado rabo de la sartén, a ambos lados del paseo central.

### Círculo central o primer anillo

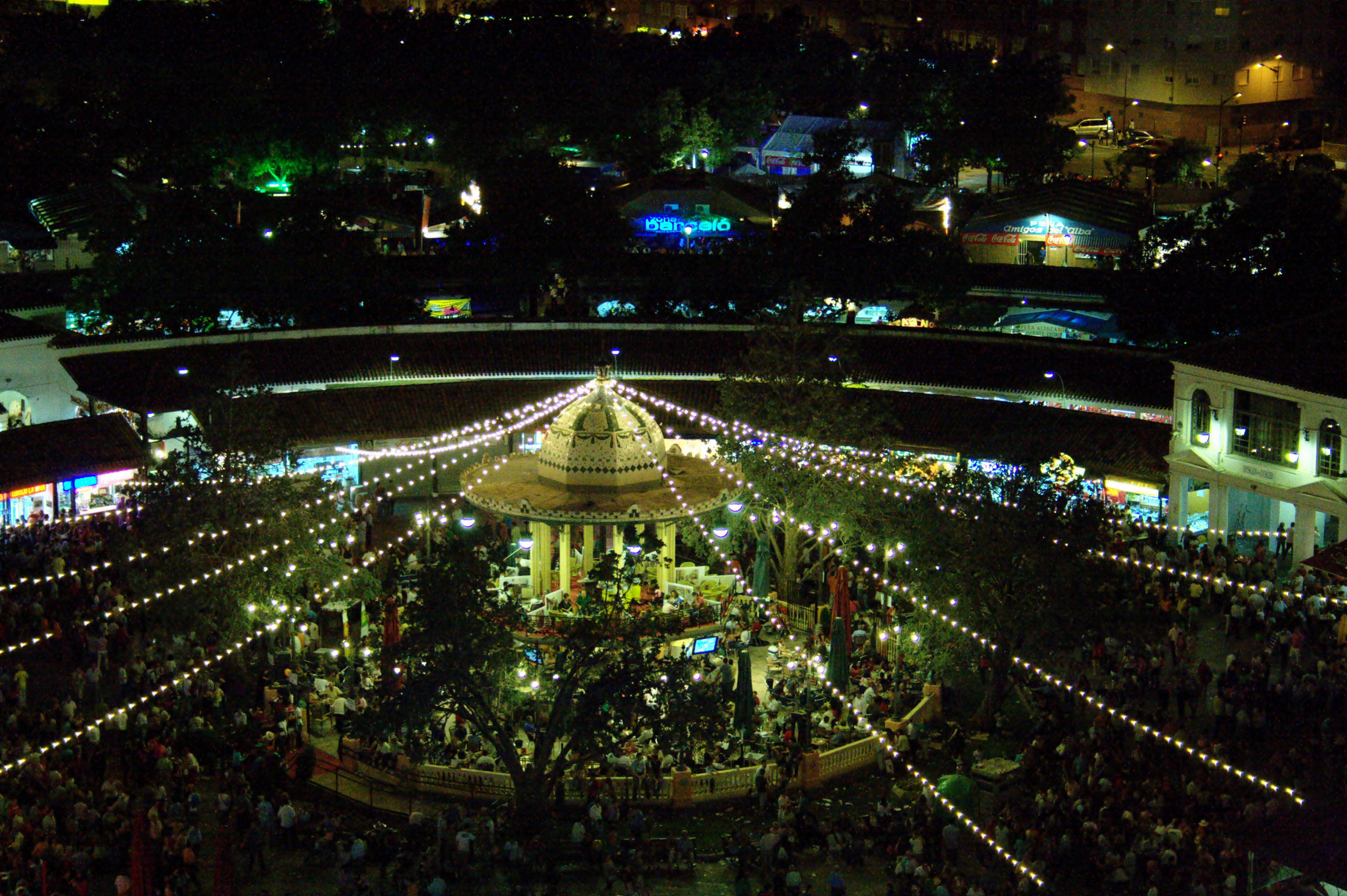
Vista del círculo central, con el templete de la Feria, y los Ejidos de la Feria y sus carpas, de noche

El círculo central o primer anillo está situado en el denominado cuerpo de la sartén del Recinto Ferial de Albacete. En su centro se sitúa el emblemático templete de la Feria. Aquí es donde se encuentran los puestos de gastronomía, pudiendo encontrarse los famosos miguelitos de La Roda.

### Segundo anillo

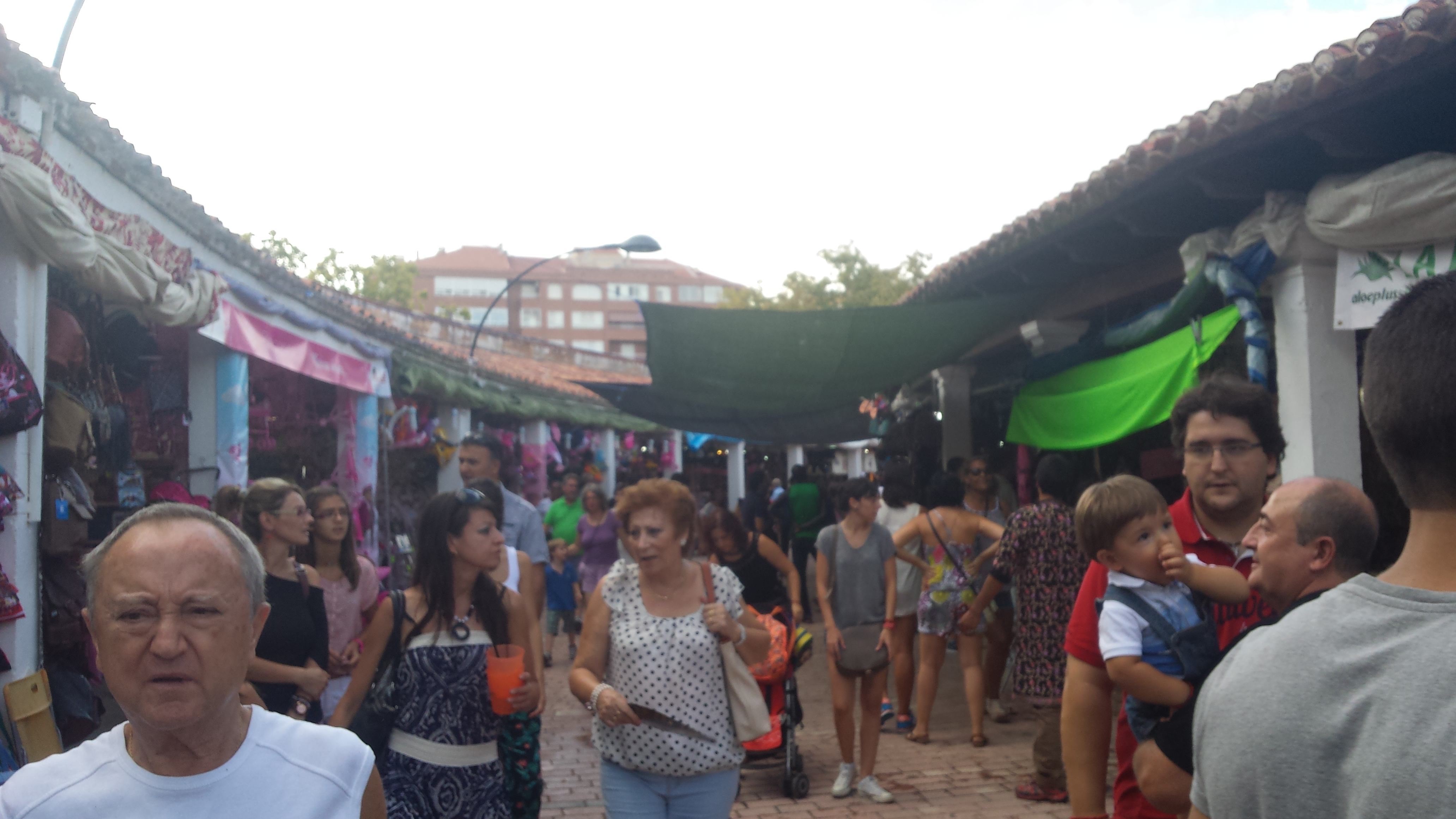
Segundo anillo del Recinto Ferial de Albacete

En el segundo anillo, situado entre el círculo central o primer anillo y el tercer anillo del Recinto Ferial, se encuentran los clásicos puestos de juguetes, artesanía, cerámica o de las típicas navajas de Albacete.

### Tercer anillo
El tercer anillo del Recinto Ferial es una de las zonas de mayor ambiente de la Feria de Albacete. Cuenta con un gran paseo central y, a ambos lados, está lleno de bares donde comer, cenar o tapear y pubs donde la fiesta se concentra a cualquier hora del día. Una zona de este círculo alberga un mercadillo en el que se pueden encontrar productos de gran variedad.

### Plaza de Talabarteros

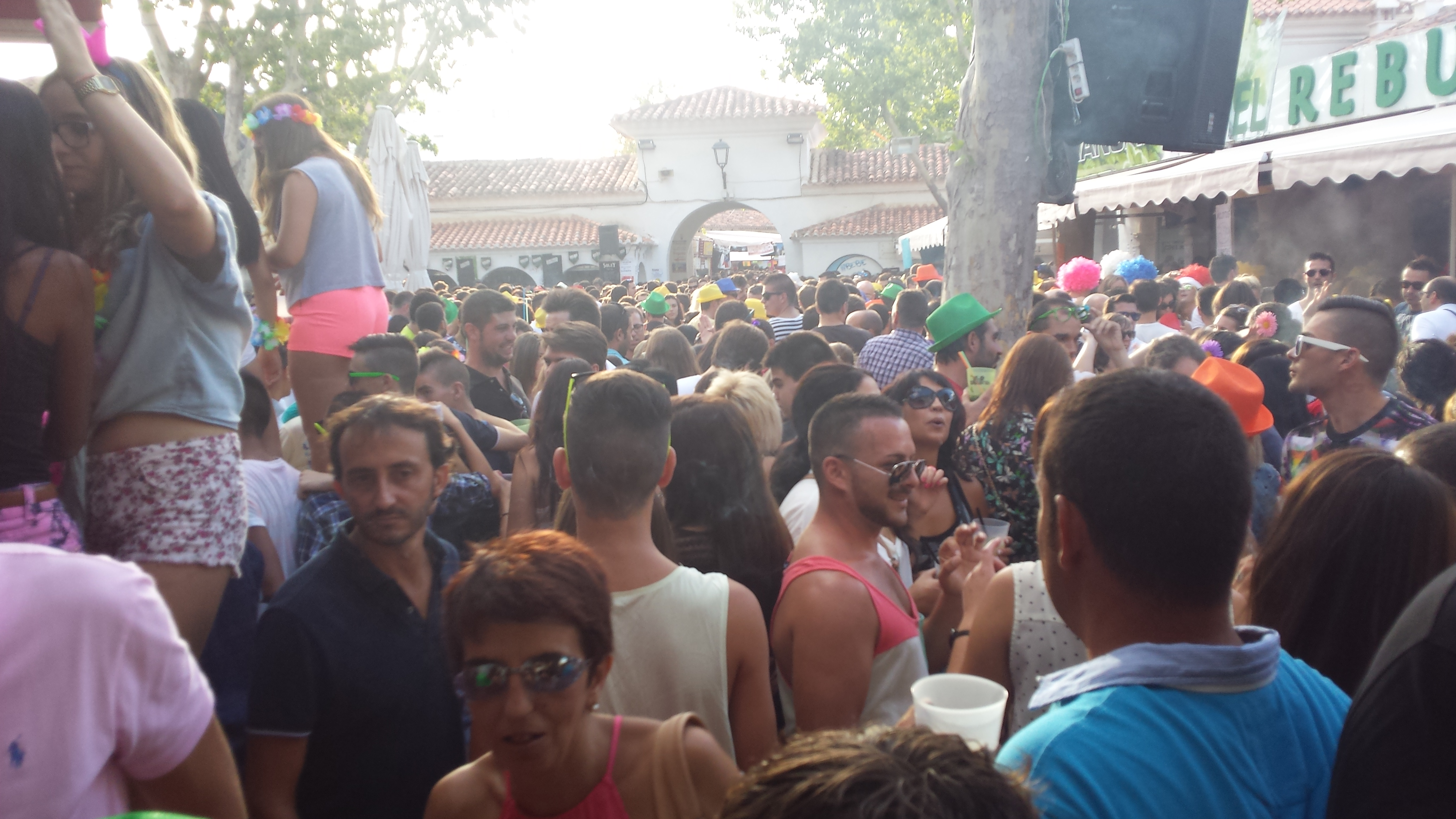
Vista de la plaza de Talabarteros del Recinto Ferial de Albacete

La plaza de Talabarteros es una plaza del Recinto Ferial de Albacete, que, debido a sus grandes dimensiones, es como una pequeña ciudad dentro de la capital albaceteña que, durante la Feria de Albacete, es poblada por cientos de miles de personas. Situada al oeste del Recinto Ferial, donde se ubica el famoso Ateneo, en dicha plaza se reúnen miles de personas las 24 horas del día al son de la música, mojitos o cubatas.

### La Lonja
La Lonja es una zona del Recinto Ferial de Albacete que recibe su nombre porque siglos atrás se ubicaba en ella una antigua lonja. En ella se sitúan las bodegas internacionales de la Feria de Albacete.

### Zona Amnistía
La Zona Amnistía Internacional es una plaza del Recinto Ferial ubicada al este del mismo en la que se reúnen miles de personas al ritmo de la música.

## Eventos

### Feria de Albacete

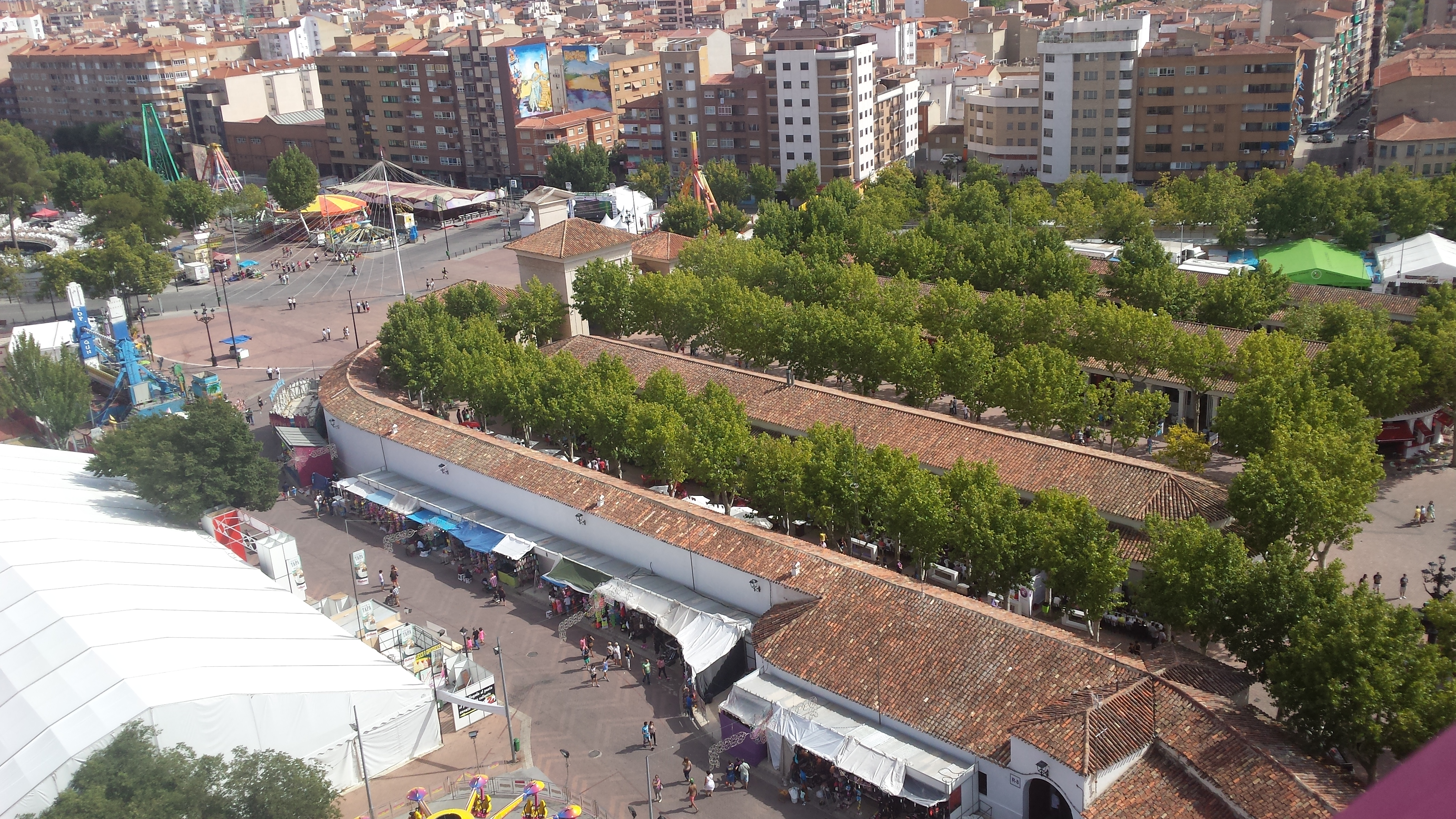
Vista del Recinto Ferial de Albacete al este

Del 7 al 17 de septiembre se celebra la Feria de Albacete, fiesta declarada de Interés Turístico Internacional. Es la fiesta grande del calendario albaceteño. En 2010 se celebró el tercer centenario de su declaración de feria franca por Felipe V, si bien esta ya se celebraba desde varios siglos atrás. Se celebra en honor a la patrona de la ciudad, la Virgen de Los Llanos,cuyo día se celebra el 8 de septiembre. 
Además, hay que destacar la importancia de las corridas te toros, pues durante la feria se celebra una de las más importantes del calendario nacional: la Feria Taurina de Albacete.
La feria comienza el día 7 por la tarde con una cabalgata de carrozas desde la plaza de Gabriel Lodares hasta la Puerta de Hierros del Recinto Ferial, tras la cual tiene lugar la apertura de la misma, una vez llega a la puerta la Virgen de los Llanos. Desde entonces, y durante diez días, tienen lugar numerosas actividades lúdicas, culturales y deportivas por toda la ciudad, pero especialmente concentradas en torno al paseo de la Feria, al Recinto Ferial y a sus alrededores (la llamada Cuerda), donde se asientan atracciones de todos los tipos y casetas de todas las asociaciones.

#### Ofrenda de flores a la Virgen de Los Llanos
La ofrenda de flores a la Virgen de Los Llanos es un acto organizado por la peña Templete desde 1989, que reúne la participación de más de 20 000 personas durante el segundo domingo de feria. La ofrenda se inicia en la catedral y culmina frente a la capilla de la Virgen de Los Llanos del Recinto Ferial, en cuyo balcón se presenta la imagen de la Virgen.
Durante el transcurso de la ofrenda se pueden ver multitud de bailes típicos manchegos que interpretan en directo diversos grupos de coros y danzas. 

#### Misa al aire libre en el Recinto Ferial
El último día de feria, el 17 de septiembre, tiene lugar la multitudinaria misa en honor a la Virgen frente a la capilla de la Virgen de Los Llanos, en el paseo central del Recinto Ferial de Albacete. Posteriormente la Virgen se traslada a su capilla del Ayuntamiento de Albacete tras haber presidido durante 10 días la feria que se celebra en su honor. En 2014 la multitudinaria misa al aire libre en el Recinto Ferial contó con la participación de más de 3000 personas.

### Fiestas de San Juan
En el interior del Recinto Ferial tiene lugar la tradicional verbena de San Juan y la degustación de "paloma sanjuanera" y "rollicos de anís" de las Fiestas de San Juan de Albacete.

### Los Invasores

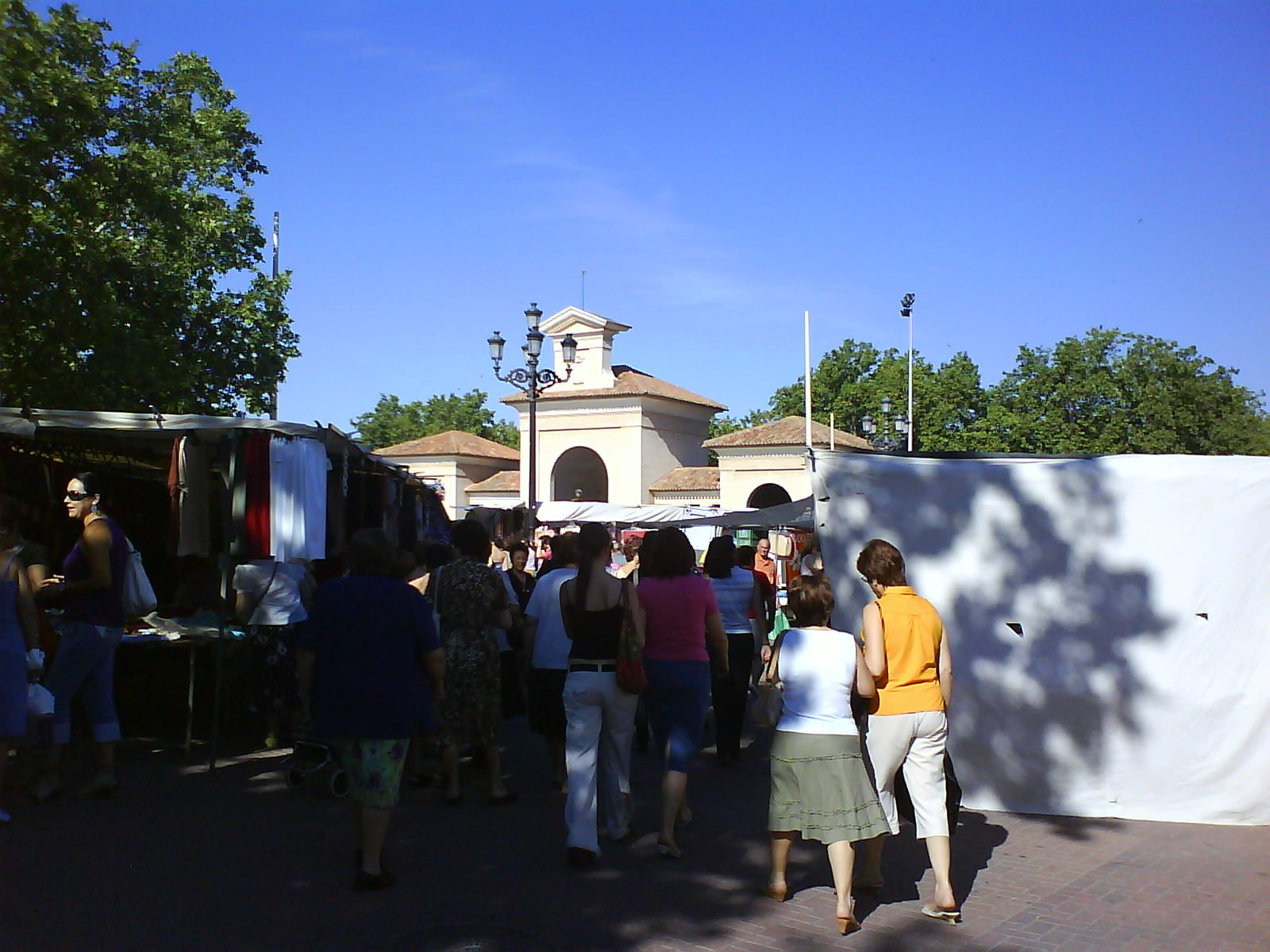
Imagen del mercado al aire libre de Los Invasores que tiene lugar los martes en las inmediaciones del Recinto Ferial de Albacete

El mercado al aire libre de Los Invasores se organiza todos los martes por la mañana (excepto los de feria y las semanas anteriores) en torno al Recinto Ferial. En él se venden toda clase de comida, ropa, animales y objetos diversos, en donde participan cerca de 550 puestos.

## Controversia
Pese a que es uno de los recursos turísticos más importantes de la capital albaceteña, el Recinto Ferial de Albacete, único en el mundo y que data de 1783, solo podía visitarse interiormente durante la Feria de Albacete (declarada de Interés Turístico Internacional), del 7 al 17 de septiembre, y parcialmente en ocasiones puntuales como en las Fiestas de San Juan de Albacete o en Los Invasores ya que permanecía cerrado durante todo el año. Numerosas iniciativas de todo tipo reclamaron al Ayuntamiento de Albacete la apertura durante todo el año del Recinto Ferial de Albacete dado su gran interés turístico y su potencial para la economía de Albacete. Entre 2017 y 2019 fue rehabilitado por el Ministerio de Fomento con el fin de abrir al público este histórico edificio y darle nuevos usos. El primer evento que acogió el recinto fue una feria gastronómica y alimentaria, en 2020.